# Raymond Beckman
Raymond Paul Beckman (St. Louis, 30 giugno 1925 – Ellisville, 13 luglio 2011) è stato un calciatore statunitense, di ruolo centrocampista.

## Carriera

### Club
Ha sempre giocato nel campionato statunitense.

### Nazionale
Ha partecipato alle Olimpiadi del 1948.